# Us 〜空と大地の間で〜
「Us 〜空と大地の間で〜」（アス そらとだいちのあいだで）は、田村直美の7枚目のシングル。

## 内容
三貴商事「銀座ジュエリー・マキ・カメリアダイヤモンド」コマーシャル・ソング。カップリングの「NAKED LOVE」は2枚目のアルバム『N'』からのリカット。後に、石川寛門がセルフカバーした。

## 収録曲
1. Us 〜空と大地の間で〜
作詞：田村直美 / 作曲：田村直美、石川寛門 / 編曲：井上龍仁、須貝幸生、鷹羽仁
2. NAKED LOVE 〜Single Version〜
作詞：田村直美 / 作曲：田村直美、石川寛門 / 編曲：井上龍仁、Joey Carbone、鷹羽仁
3. Us 〜空と大地の間で〜 (Original Karaoke)
4. NAKED LOVE (Original Karaoke)

## レコーディング参加
- 神長弘一 - ギター

## 収録アルバム
- MONSTER OF POP（#1のみ、1996年3月21日）
- GOLDEN☆BEST 田村直美（#1のみ、2004年9月8日）